# Theodor II. (Gegenpapst)
Theodor II. war ein Gegenpapst.
Als Papst Johannes V. im August 686 starb, kam es zu Auseinandersetzungen zwischen Klerus und Bürgermiliz. Beide Fraktionen konnten sich auf keinen gemeinsamen Kandidaten einigen, der Konflikt spitzte sich zu und die Militärpartei wählte Theodor zum Papst.
Als sich beide Fraktionen am 21. Oktober 686 auf Konon einigten, ließ die Partei der Bürgermiliz ihren Kandidaten Theodor fallen und stimmte der Wahl Konons zu. Als dieser Ende September 687 starb, meldete Theodor seine Ansprüche auf den Papstthron an; doch zur gleichen Zeit hatte Archidiakon Paschalis den Exarchen von Ravenna mit 100 Pfund Gold bestochen und seinerseits Anspruch auf den Papstthron angemeldet. Beide Päpste versuchten nun, so schnell wie möglich in den Lateran zu kommen. Theodor gewann diesen Wettlauf und besetzte die inneren Gemächer, während Paschalis die äußeren hielt.
Wie bereits bei der Wahl Konons, einigten sich beide Parteien auf einen dritten Kandidaten, Sergius I. Theodor akzeptierte seine Niederlage und zog sich zurück. Es ist fraglich, ob Theodor überhaupt als Gegenpapst gewertet werden kann, weil er niemals geweiht wurde. Bis auf die Tatsache, dass er zweimal beinahe Papst geworden wäre, ist nichts über ihn bekannt; man kennt nicht einmal sein Sterbejahr.